# 海军陆战队第一混成旅
海军陆战队第一混成旅是中华民国大陆时期中华民国海军陆战队的一支部队。
1914年12月，北洋政府裁撤海军卫队，改编为海军陆战队2个步兵营，直属海军部，分驻北京、上海、马尾，担负警卫任务。1922年10月，海军部任命第二舰队司令部副官杨砥中为海军陆战队统带，率原驻北京、上海的海军陆战队3个连进驻马尾，并统辖原驻马尾的2个连，又招募新兵，加编1个步兵营及炮兵、工兵、机枪、迫击炮各1个连，分驻马尾、长门一带。1923年6年，杨砥中手下的海军陆战队扩编为海军陆战队第一混成旅，杨砥中为旅长，辖2个团、1个炮营，分驻福清、长乐、连江、平潭等县。
1924年，海军陆战队第一混成旅改为3团制，加编特别步兵团，辖机枪、迫击炮、手枪营。炮兵营也改为3连制（1个野炮连、2个山炮连）。同年3月，又将福州陆军第一独立团改编为海军陆战队第一混成旅步兵独立团，分驻莆田、仙游。
海军陆战队第一混成旅在其控制的地盘内，借口筹饷，横征暴敛；在马尾、琯头等处，扣留盐船，强抽盐税；又在长乐擅行丈田，按亩勒费，强迫征兵，农民怨声载道。
海军陆战队第一混成旅虽然名义上归海军闽厦警备司令杨树庄节制，但杨砥中没把杨树庄放在眼里，两人多次发生冲突。1925年4月，在杨树庄的指示下，“海容”舰副长刘焕乾率便衣队4人枪击杨砥中；4月9日，杨砥中因失血过多，死于上海医院。杨砥中死后，杨树庄直接掌握海军陆战队第一混成旅，以第二团团长林忠暂时兼任旅长，并大肆扩充该旅的规模，收编福建省境内的多股杂牌军和民军。